# Dolomedes vatovae
Dolomedes vatovae là một loài nhện trong họ Pisauridae.
Loài này thuộc chi Dolomedes. Dolomedes vatovae được Lodovico di Caporiacco miêu tả năm 1940.